# Aracopidius nigrinus
Aracopidius nigrinus là một loài bọ cánh cứng trong họ Ptilodactylidae. Loài này được Carter miêu tả khoa học năm 1936.